# Asoci II el Ferro
Asoci II el Ferro fou rei d'Armènia des 914 al 928 o 929.
Va succeir el seu pare Simbaci I el Màrtir quan aquest va morir presoner de Yússuf as-Sají. Inicialment fou poc més que un cap de la resistència a l'ocupació sàjida. Les accions de la resistència van anar creixent i vers el 915 va quedar alliberat el Bagrevand i tot seguit l'Arxarunik, Shirak i Gugarq. Les guarnicions sàjides es van fortificar al nord, a l'Alstev (regió de Lorí), on Asoci els va atacar i els vi anar prenent els fortins. Llavors es va aliar al príncep abkhaz Jordi II d'Abkhàzia (921-955), fill de Constantí d'Abkhàzia (906-916). També va rebre suport d'Adarnases II de Kartli (915) que va coronar al rei armeni. Aquestes guerres van portar una epidèmia de fam a Armènia, i algunes províncies com l'Airarat es van despoblar.
El 918, el patriarca de Constantinoble Nicolau el místic va demanar a Joan V (Joan el Catolicós) de mitjançar entre reis per fer una Santa Aliança entre l'Imperi Romà d'Orient, Geòrgia, Abkhàzia i Armènia contra els sàjides. Joan va proposar a Adarnases (que el tenia acollit sota la seva protecció) que encapçales la coalició. Després va viatjar a Taron on el príncep bagràtida local Grigorigos, era amic personal seu, i des allí va mirar de posar fi a les discòrdies entre feudals. El 920 va escriure a l'emperador Constantí Porfirogènit (i de fet al coemperador Romà Lecapè) per demanar ajuda. Els romans d'Orient van enviar un ambaixador, de nom Teodor Basilicos, amb un tractat d'amistat; Teodor es va reunir a Taron amb Joan i després va anar a la cort d'Asoci II. Joan es va instal·lar al districte de Terdjan, a tocar de la frontera amb territori romà d'Orient, i més tard al convent de Garnik, al Daranaliq (a l'oest d'Erzindjan). Finalment es va establir a Erazgavorq (Shirakavan).
El 921 el rei va anar a Constantinoble, però va retornar aviat. Molts llocs, durant l'absència de Yusuf (presoner del califa del 919 al 922, per haver-se revoltat) es van sotmetre al rei. La resistència més forta trobada pel rei fou a Kolb, on hi havia una guarnició sàjida però que era part del principat del cosí germà del rei, Asoci fill de Shapuh (que tenia el títol de sparapet), principat que tenia com a centres a Bagaran i Kolb, al nord i al sud de la confluència del riu Akhurean i l'Araxes, i que des del 909 o 910 era vassall dels sàjides. Durant l'atac reial a Kolb, l'sparapet estava a Dvin i el consell sàjida va decidir coronar-lo com a rei d'Armènia. Potser fou el mateix Yusuf en tornar el 922 qui li va donar la corona reial. Les destruccions dels armenis a Kolb van acabar d'incitar al sparapet a la lluita contra el rei. Va demanar l'aliança a Simbaci, ixkhan de Siunia Oriental (que posseïa com a feu principal el Vaiots Dzor) i els seus tres germans Isaac, Bagben (senyor de Shusha o Balkh) i Vasaces, i d'Isaac, Asoci i Vasaces, ixkhans de Siunia Oriental (Vasaces posseïa el feu del Gelarquniq), però tots van preferir el partit del rei Asoci el Ferro. Joan V va aconseguir una treva en la lluita. Aquesta guerra fou anomenada «guerra dels dos Asocis».
Asoci va aprofitar la treva per anar a Gugarq a reduir la fortalesa de Shamshwilde, possessió dels germans Vasaces i Asoci Guentuní, que s'havien fet independents vers el 914. Els dos germans van demanar ajut als muntanyesos de la regió i a l'emir de Tbilissi. Aquestes forces van sorprendre l'exèrcit reial i el derrotaren a Askureth, però els reialistes van reaccionar i finalment van aconseguir la victòria en una segona batalla al mateix lloc. El resultat no devia ser prou clar perquè els dos rebels es van sotmetre, però el rei els va perdonar.
La guerra amb l'sparapet Asoci es va reprendre aviat quan aquest va ocupar la regió de Vagharxapat (Etshmiadzin). El rei el va atacar i els va causar una desfeta militar, després del qual va entrar a la ciutat de Vagharxapat on per un temps va establir la seva residència. L'sparapet es va refugiar a Dvin. Joan V va negociar una segona treva.
El 923 el rei va decidir anar al Azerbaijan i fer homenatge a Yusuf. Aquest el va reconèixer i li va donar la corona reial. Li va donar autorització per sotmetre a Asoci l'sparapet, que era a Dvin. Asoci va atacar Dvin però fou rebutjat amb moltes pèrdues. Joan va negociar una tercera treva. El rei va viatjar llavors a Abkhàzia on Jordi li va donar contingents per compensar les pèrdues de l'atac de Dvin. No obstant com que l'sparapet va perdre el suport dels sàjides va deixar de representar un perill.
Seguidament es va dedicar a sotmetre a Moisès, ixkhan de la província d'Uti, que no li feia homenatge. Asoci s'havia casat el 922 amb la filla d'Isaac Sevada ixkhan de Gardman (costa oriental del llac Sevan) que li donà suport contra el rebel. Moisès pel seu cantó va tenir l'aliança del fill del sobirà (títol hereditari de Corovek) de Kakhètia (el príncep Phadia o Padala II, fill de Ciríac I) i dels Tsnars. Moisès fou derrotat i va fugir a la Siunia Oriental, d'on pensava passar al territori dels Tsanars i demanar protecció al seu Corovek, però fou atrapat abans d'arribar-hi i el mateix Asoci el va capturar i el va fer cegar i va nomenar ixkhan del Uti a un tal Amramtzlik o Tzulik (Petit Toro).
Asoci va tornar a la seva residència a Erazgavorq (Shiravakan) i es va rodejar dels més propers: el seu germà Abas (creat ixkhan dels ixkhans), el seu sogre Isaac Sevada de Gardman, i Jordi d'Abkhàzia, però els tres estaven conspirant contra el rei el que sembla indicar que el rei no era adequat o no es comportava correctament, ja que va concitar tants enemics entre fins i tot entre els més propers. Van planejar assassinar-lo però uns minuts abans de portar-ho a terme el complot fou descobert i Asoci va poder fugir a Uti, i es va emportar com a ostatge al seu nebot (fill d'Abas). A la conspiració van participar Vasaces de Siunia Oriental (gendre de Jordi d'Abkhàzia) però va demanar perdó al rei que (després de tenir-lo tancat un temps) el va perdonar a petició del patriarca (923)
Restablerta la situació es van intentar alguns atacs contra possessions musulmanes com Dvin, atac rebutjat) i la fortalesa d'Erendjak al districte de Coltene (sud-est de Nakhichevan), aquest darrer atac fet pels prínceps siunians (Erendjak havia estat ocupat per Yusuf no gaire abans) i Vasaces de Siunia Oriental va morir a aquestes lluites vers 923.
Per aquest temps es van formar dos coalicions: la del rei i el rei de Kartli Adarnases II, i la de sa germà Abas, Jordi d'Abkhàzia i l'sparapet Asoci de Bagaran. Un primer xoc entre els dos bàndols fou favorable al rei armeni i els abkhazs es van retirar i van haver de demanar la pau. Isaac Sevada del Gardman (i de Tzorophor, est i nord-est del llac Van) pel seu costat va envair la província d'Uti. Quan el rei va acudir Isaac Sevada es va retirar al Gugarq. Asoci el va empaitar, va prendre la fortalesa de Kaian i el va atrapar a Tashir, al nord de Lorí. Isaac fou fet presoner i cegat i Gardman va passar al domini reial.
No gaire després es va produir una nova rebel·lió de Vasaces Gentuni a Shamshwilde, amb l'ajut de Jordi d'Abkhàzia. Vasaces va cedir la fortalesa al sibirà abkhaz a canvi d'un altra a Mingrèlia, però els defensors de la fortalesa, en veure aparèixer a Jordi van pensar en un parany i no el van deixar entrar i van demanar que Vasaces (que havia sortit per rebre'l) entrés sol. Jordi va pensar també que això era un parany i va atacar la fortalesa. Els assetjats van demanar ajut al rei Asoci i quan el rei va arribar Jordi i els seus van fugir amb Vasaces com a ostatge. Tanmateix, els defensors de la fortalesa tampoc van voler que entrés el rei doncs eren extremament lleials a Vasaces. Jordi assabentat del que passava va enviar un missatge a la fortalesa oferint alliberar Vasaces si l'entregaven i si no el mataria. Els defensors van deixar entrar tres-cents abkhaz a la fortalesa que quan van ser dins la van ocupar i la guarnició es va refugiar a la ciutadella i van cridar altra vegada al rei. Aquest, que era a la vora, va acceptar i li van obrir les portes, i els 300 foren massacrats i el sobrevivents cegats.
Vers el 923 l'ostikan Nars (Subuk), deixat a Armènia per Yusuf, (que va deixar també un fort contingent), va enviar tropes que van assolar l'Armènia (sense ocupar cap territori) destruint esglésies i monestir i altres edificis i saquejant els camps i béns. Joan V es va escapar i després d'algunes peripècies va haver de demanar protecció a Bagaran. Molts armenis foren fets presoners però Nasr els va fer alliberar. El 924 Nasr va sortir d'Armènia cap a Azerbaijan i va deixar com a lloctinent a Dvin a un tal Bekr, que va provar de capturar a Asoci, sense èxit; els atacs musulmans foren contestats pel rei, sobretot per la gent de Georg Marzpetuni, que els va fer retirar cap a Dvin.
Vers el 924 aquest Nasr (Subuk), va fer un acord de pau amb el rei d'Armènia i el va reconèixer com a Shahanshah (rei de reis). Asoci l'sparapet el va reconèixer, i el Shahanshah li va permetre de conservar el títol de rei als seus territoris de Bagaran i Kolb, títol que va conservar fins a la seva mort el 936. L'emir de Dvin també va reconèixer la supremacia d'Asoci II (davant de l'amenaça dels soldats dels dos Asocis)
Poc després el seu governador a Uti, Amram Tzulik, aliat amb Jordi d'Abkhàzia, es va revoltar. Sense arribar a la batalla es va fer un acord de pau amb la mediació del patriarca Joan V.
El rei va morir segons l'historiador Asolik el 378 de l'era armènia (que va del 8 d'abril del 929 al 7 d'abril del 930). Brosset i la majoria d'historiadors moderns fixen com a data de la seva mort l'any 928. No va deixar fills i el va succeir el seu germà Abas I d'Armènia.